# Аксьонов Олександр Олександрович (офіцер)
Олександр Олександрович Аксьонов (рос. Александр Александрович Аксёнов; 24 червня 1984, Саратов, РРФСР — 17 вересня 2022, Волноваха, Україна) — російський офіцер, підполковник ПКС РФ. Герой Російської Федерації.

## Біографія
Син військового льотчика Олександра Юрійовича Аксьонова, який загинув у бою під час Другої чеченської війни 26 серпня 2003 року. В 2001 році вступив в Сизранське вище військове авіаційне училище льотчиків, після закінчення якого в 2006 році призначений льотчиком-оператором вертольота Мі-24. За час служби також освоїв вертольоти Мі-8 і Ка-52. Учасник Другої чеченської і Російсько-грузинської війн, а також інтервенції в Сирію.
З 24 лютого 2022 року брав участь у вторгненні в Україну, заступник командира 18-ї бригади армійської авіації 11-ї армії ВПС і ППО з військово-політичної роботи. 17 вересня 2022 року вертоліт Ка-52, який пілотував Аксьонов, був збитий. Аксьонов і його штурман загинули. 26 вересня був похований на Єлшанському цвинтарі Саратова.

## Нагороди
Отримав численні нагороди, серед яких:
- Медаль ордена «За заслуги перед Вітчизною» 2-го і 1-го ступеня
- Медаль «За військову доблесть» 2-го ступеня
- Медаль «За відзнаку у військовій службі» 3-го, 2-го і 1-го ступеня (20 років)
- Орден Мужності
- Звання «Герой Російської Федерації» (14 листопада 2022, посмертно)[2]

## Вшанування пам'яті
9 грудня 2022 року ім'я Аксьонова було присвоєне школі в селі Восточне. На будівлі школи була встановлена меморіальна дошка, а в музеї школи відкрита пам'ятна експозиція.